# Sergio Navarrete
Sergio Víctor Navarrete Barrueto (* 6. November 1925 in Santiago de Chile; † 1. Juli 2011 ebenda) war ein chilenischer Skirennläufer.

## Karriere
Navarrete gab sein internationales Renndebüt bei den Weltmeisterschaften 1950 in Aspen. Dort erreichte er seine beste Platzierung mit Rang 48 in der Abfahrt.
Zwei Jahre später nahm Navarrete erstmals an Olympischen Winterspielen teil. Bei den Wettkämpfen in Oslo belegte er im Slalom den 63. Platz.
Seinen letzten internationalen Auftritt als Skirennläufer hatte er 1956 bei den Winterspielen in Cortina d’Ampezzo, danach ist er nicht mehr als Rennläufer in Erscheinung getreten.

## Erfolge

### Olympische Winterspiele
- Oslo 1952: 63. Slalom
- Cortina d’Ampezzo 1956: 78. Riesenslalom, DNF Slalom

### Weltmeisterschaften
- Aspen 1950: 48. Abfahrt, 53. Slalom[2], 56. Riesenslalom[3]
- Oslo 1952: 63. Slalom
- Cortina d’Ampezzo 1956: 78. Riesenslalom, DNF Slalom